# Петров Василь Володимирович
Професор Васи́ль Володи́мирович Петро́в (нар. 8 (19) липня 1761, Обоянь, Курська губернія, Російська імперія — пом. 22 липня (3 серпня) 1834, Санкт-Петербург, Санкт-Петербурзька губернія, Російська імперія) — російський фізик-експериментатор, електротехнік-самоучка, академік Петербурзької АН (з 1809 року; член-кореспондент з 1802 року), першовідкривач дугового розряду, який називають дугою Петрова.

## Життєпис
Василь Володимирович Петров народився 19 липня 1761 року в  місті Обоянь, що на той час входило до складу Курської губернії Російської імперії у родині священика. Учився в Харківському колегіумі, потім Санкт-Петербурзький вчительської семінарії.
У 1788 році Петров був призначений учителем математики та фізики в Коливансько-Воскресенське гірниче училище в Барнаулі. Звідти  1791 року переведений до Санкт-Петербургу на посаду викладача математики та російського стилю в інженерному училищі при Ізмайловськом полку. У 1793 році учений запрошений Санкт-Петербурзькою медичною колегією викладати математику та фізику в Санкт-Петербурзькому медико-хірургічному училищі при військово-сухопутному шпиталі. У 1795 році, при перетворенні цього училища в медико-хірургічну академію, Петров одержав звання екстраординарного професора. Протягом декількох років створив багатий для того часу фізичний кабінет на базі колекції фізичних приладів Бутурлина.